# Mullett Arena
Mullett Arena, tidigare ASU Multipurpose Arena, är en framtida inomhusarena i Tempe, Arizona i USA. Arenan började byggas i december 2020 och förväntas stå klar i december 2022 till en kostnad på omkring 134 miljoner amerikanska dollar. Den kommer ha en publikkapacitet på 5 000 åskådare. Mullett Arena kommer ägas av universitetet Arizona State University och underhållas av Oak View Group.
Inomhusarenan kommer främst användas som hemmaarena för universitets idrottsförening Arizona State Sun Devils ishockeylag. Den kommer även vara hemmaarena för det professionella ishockeylaget Arizona Coyotes i NHL fram till 2025, med möjlighet till förlängning beroende på hur fort Coyotes kan uppföra en ny inomhusarena. Detta efter att staden Glendale i augusti 2021 valde att inte förlänga underhållsavtalet med Coyotes för Coyotes dåvarande hemmaarena Gila River Arena, som gick ut efter att NHL-säsongen 2021–2022. Mullett Arena skulle egentligen kosta 115 miljoner dollar men efter att universitetet och Coyotes kom överens om ett hyresavtal, kommer arenan kosta 134,7 miljoner dollar för att uppgradera originalritningen till att inomhusarenan ska få NHL-standard, kostnadsökningen kommer finansieras av Coyotes själva.
Arenan kommer heta Mullett Arena och är namngiven efter Donald och Barbara Mullett, som har donerat betydande summor till universitetet och Sun Devils.